# Halowe Mistrzostwa Świata w Lekkoatletyce 1999 – bieg na 800 m mężczyzn
Bieg na 800 m mężczyzn – jedna z konkurencji rozgrywanych podczas halowych mistrzostw świata w lekkoatletyce w 1999. Eliminacje odbyły się 5 marca, półfinały miały miejsce 6 marca, finał zaś został rozegrany 7 marca.
Do eliminacji zgłoszonych zostało 26 zawodników z 21 państw.
Zawody w tej konkurencji wygrał reprezentant Republiki Południowej Afryki Johan Botha. Drugą pozycję zajął zawodnik z Danii Wilson Kipketer, trzecią zaś reprezentujący Niemcy Nico Motchebon.

## Wyniki

### Eliminacje
Źródło: 
Bieg 1
| Miejsce | Zawodnik             | Państwo           | Wynik   | Uwagi |
| ------- | -------------------- | ----------------- | ------- | ----- |
| 1.      | Wilson Kipketer      | Dania             | 1:48,00 |       |
| 2.      | Arthémon Hatungimana | Burundi           | 1:48,34 |       |
| 3.      | James Nolan          | Irlandia          | 1:48,46 |       |
| 4.      | Khadevis Robinson    | Stany Zjednoczone | 1:48,68 | PB    |
| 5.      | Glody Dube           | Botswana          | 1:49,11 |       |

Bieg 2
| Miejsce | Zawodnik               | Państwo  | Wynik   | Uwagi |
| ------- | ---------------------- | -------- | ------- | ----- |
| 1.      | Jean-Patrick Nduwimana | Burundi  | 1:48,31 |       |
| 2.      | Nico Motchebon         | Niemcy   | 1:48,33 |       |
| 3.      | David Kiptoo           | Kenia    | 1:48,61 |       |
| 4.      | Savieri Ngidhi         | Zimbabwe | 1:49,08 |       |
| 5.      | Manabu Isshi           | Japonia  | 1:50,94 |       |
| 6.      | Naseer Ismail          | Malediwy | 1:58,17 |       |

Bieg 3
| Miejsce | Zawodnik           | Państwo       | Wynik   | Uwagi |
| ------- | ------------------ | ------------- | ------- | ----- |
| 1.      | Wojciech Kałdowski | Polska        | 1:52,26 |       |
| 2.      | Norberto Téllez    | Kuba          | 1:52,38 |       |
| 3.      | André Bucher       | Szwajcaria    | 1:52,43 |       |
| 4.      | Shaun Farrell      | Nowa Zelandia | 1:52,48 |       |
| 5.      | Ian Roberts        | Gujana        | 1:53,09 |       |

Bieg 4
| Miejsce | Zawodnik          | Państwo         | Wynik   | Uwagi |
| ------- | ----------------- | --------------- | ------- | ----- |
| 1.      | Andrea Longo      | Włochy          | 1:49,29 |       |
| 2.      | Tarik Bourrouag   | Niemcy          | 1:49,38 |       |
| 3.      | Andrew Hart       | Wielka Brytania | 1:49,64 |       |
| 4.      | David Matthews    | Irlandia        | 1:49,81 |       |
| 5.      | Jean-Marc Destine | Haiti           | 1:50,37 |       |

Bieg 5
| Miejsce | Zawodnik          | Państwo           | Wynik   | Uwagi |
| ------- | ----------------- | ----------------- | ------- | ----- |
| 1.      | Johan Botha       | Południowa Afryka | 1:48,07 |       |
| 2.      | Balázs Korányi    | Węgry             | 1:48,10 |       |
| 3.      | Kennedy Kimwetich | Kenia             | 1:48,13 |       |
| 4.      | Lukáš Vydra       | Czechy            | 1:48,32 |       |
| 5.      | Andrea Giocondi   | Włochy            | 1:49,03 |       |

### Półfinały
Źródło: 
| Miejsce | Zawodnik             | Państwo  | Wynik   | Uwagi |
| ------- | -------------------- | -------- | ------- | ----- |
| 1.      | Nico Motchebon       | Niemcy   | 1:47,05 |       |
| 2.      | James Nolan          | Irlandia | 1:47,54 |       |
| 3.      | Wojciech Kałdowski   | Polska   | 1:47,58 |       |
| 4.      | Arthémon Hatungimana | Burundi  | 1:48,17 |       |
| 5.      | Andrea Longo         | Włochy   | 1:48,61 |       |
| –       | Norberto Téllez      | Kuba     | DNF     |       |

Bieg 2
| Miejsce | Zawodnik               | Państwo           | Wynik   | Uwagi |
| ------- | ---------------------- | ----------------- | ------- | ----- |
| 1.      | Johan Botha            | Południowa Afryka | 1:46,65 |       |
| 2.      | Wilson Kipketer        | Dania             | 1:46,76 |       |
| 3.      | Jean-Patrick Nduwimana | Burundi           | 1:46,80 | PB    |
| 4.      | Andrea Giocondi        | Włochy            | 1:47,45 | SB    |
| 5.      | David Kiptoo           | Kenia             | 1:48,35 |       |
| 6.      | Khadevis Robinson      | Stany Zjednoczone | 1:49,18 |       |

Bieg 3
| Miejsce | Zawodnik          | Państwo  | Wynik   | Uwagi |
| ------- | ----------------- | -------- | ------- | ----- |
| 1.      | Balázs Korányi    | Węgry    | 1:48,74 |       |
| 2.      | Savieri Ngidhi    | Zimbabwe | 1:48,85 |       |
| 3.      | Tarik Bourrouag   | Niemcy   | 1:48,88 |       |
| 4.      | Lukáš Vydra       | Czechy   | 1:49,38 |       |
| 5.      | Glody Dube        | Botswana | 1:49,57 |       |
| 6.      | Kennedy Kimwetich | Kenia    | 1:50,18 |       |

### Finał
Źródło: 
| Miejsce | Zawodnik        | Państwo           | Wynik   | Uwagi |
| ------- | --------------- | ----------------- | ------- | ----- |
| 01 !    | Johan Botha     | Południowa Afryka | 1:45,47 |       |
| 02 !    | Wilson Kipketer | Dania             | 1:45,49 |       |
| 03 !    | Nico Motchebon  | Niemcy            | 1:45,74 |       |
| 4.      | Balázs Korányi  | Węgry             | 1:46,47 | NR    |
| 5.      | James Nolan     | Irlandia          | 1:47,77 |       |
| 6.      | Savieri Ngidhi  | Zimbabwe          | 1:47,79 |       |